# Юстін фон Оберніц
Юстін фон Оберніц (нім. Justin von Obernitz; 30 грудня 1884, Махніц — 24 вересня 1955, Леверкузен) — німецький воєначальник, генерал-лейтенант вермахту. Кавалер Німецького хреста в золоті.

## Біографія
10 березня 1904 року вступив в Прусську армію. Учасник Першої світової війни. Після демобілізації армії залишений в рейхсвері. З 1 лютого 1933 року — командир 4-го кінного полку, з 1 червня 1935 року — 4-ї кавалерійської бригади. З 18 січня 1936 року — комендант Глогау.
З 1 вересня 1939 року — начальник Генштабу 35-го командування особливого призначення. З лютого 1940 року — командир 24-ї, з 14 червня 1940 року — 293-ї піхотної дивізії. Учасник Німецько-радянської війни. 11 лютого 1942 року здав командування через хворобу серця і відправлений в резерв фюрера. З 1 червня 1942 року — командир дивізії №166, з 22 червня 1942 року — №190. 1 листопада 1942 року знову відправлений в резерв фюрера за станом здоров'я, йому була зроблена операція на сечовому міхурі. 30 червня 1943 року звільнений у відставку.

## Звання
- Фенріх (10 березня 1904)
- Лейтенант (18 серпня 1905)
- Оберлейтенант (6 серпня 1914)
- Ротмістр (травень 1919)
- Майор (1 квітня 1928)
- Оберстлейтенант (1 лютого 1933)
- Оберст (1 лютого 1935)
- Генерал-майор (1 квітня 1938)
- Генерал-лейтенант (1 червня 1940)

## Нагороди
Отримав численні нагороди, серед яких:
- Залізний хрест 2-го і 1-го класу
- Почесний хрест ветерана війни з мечами
- Медаль «За вислугу років у Вермахті» 4-го, 3-го, 2-го і 1-го класу (25 років)
- Застібка до Залізного хреста 2-го і 1-го класу
- Німецький хрест в золоті (11 січня 1942)